# فاوستو عمر فاسكيز
فاوستو عمر فاسكيز (بالإسبانية: Fausto Omar Vásquez)‏ هو لاعب كرة قدم ومدرب كرة قدم سلفادوري، ولد في 14 أبريل 1952 في السلفادور. لعب مع أتلتيكو مارته ‏.